# (36663) 2000 QY210
2000 QY210 (asteroide 36663) é um asteroide da cintura principal. Possui uma excentricidade de 0.30697210 e uma inclinação de 20.72012º.
Este asteroide foi descoberto no dia 31 de agosto de 2000 por LINEAR em Socorro.